# Latilly
Latilly est une commune française située dans le département de l'Aisne, en région Hauts-de-France.
Ses habitants sont appelés des Latillyacois.
Village de l'ancienne Brie « pouilleuse », situé sur un plateau élevé, à 75 km au sud de Laon et 15 km de Soissons, autrefois de l'intendance, des bailliages, élection et diocèse de cette ville, aujourd'hui du canton de Neuilly-Saint-Front, arrondissement de Château-Thierry, même diocèse.

## Géographie
Latilly est située dans le Sud de l'Aisne et dans le Nord-Est de la France.

### Hydrographie
La commune est située dans le bassin Seine-Normandie. Elle est drainée par le Wadon et le fossé 01 des Hacotis,,.

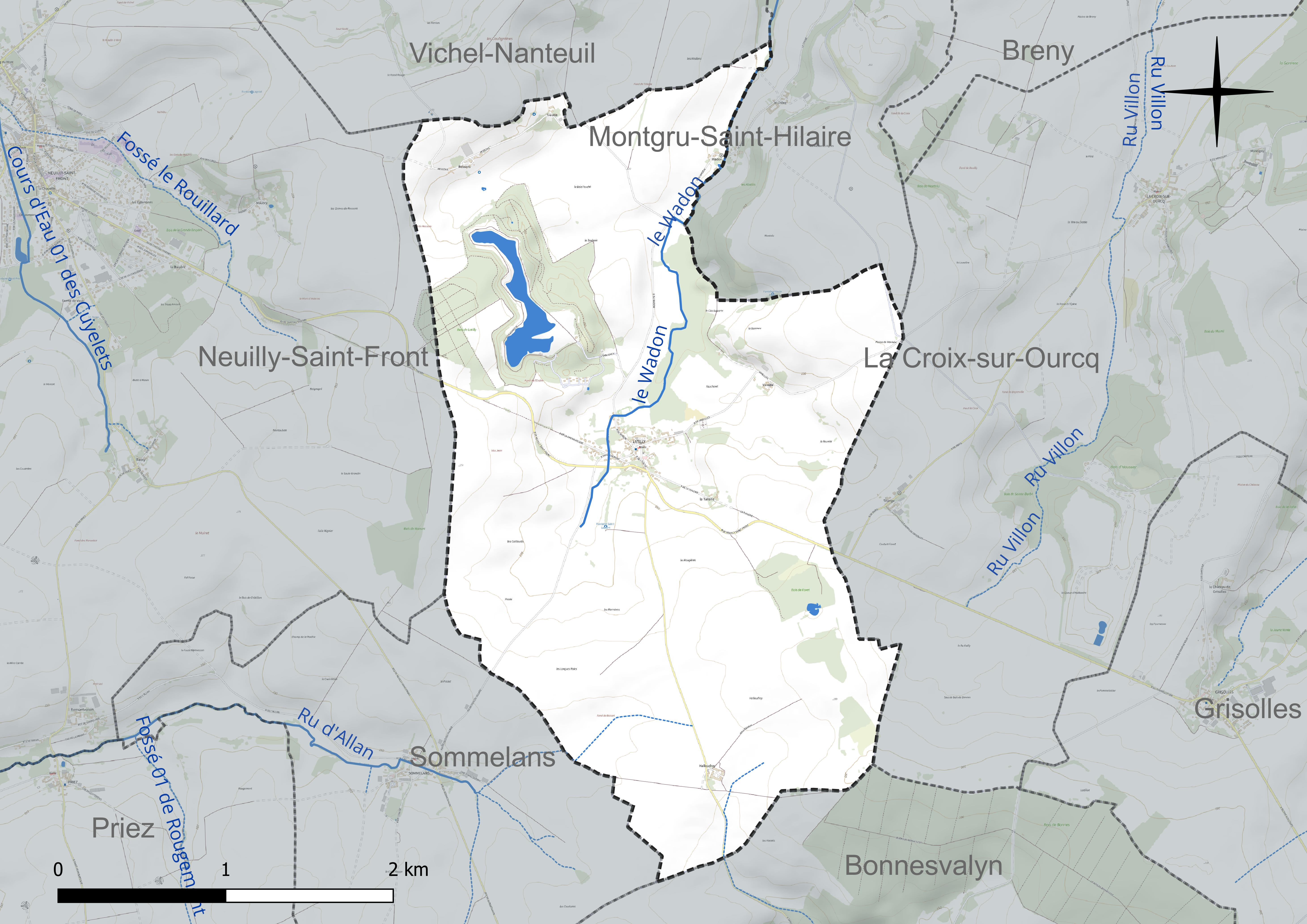
Réseau hydrographique de Latilly.

Un plan d'eau complète le réseau hydrographique : le plan d'eau du Domaine de la Salamandre (10 ha),.

### Climat
Pour des articles plus généraux, voir Climat des Hauts-de-France et Climat de l'Aisne.
En 2010, le climat de la commune est de type climat océanique dégradé des plaines du Centre et du Nord, selon une étude du CNRS s'appuyant sur une série de données couvrant la période 1971-2000. En 2020, Météo-France publie une typologie des climats de la France métropolitaine dans laquelle la commune est exposée à un climat océanique altéré et est dans la région climatique Nord-est du bassin Parisien, caractérisée par un ensoleillement médiocre, une pluviométrie moyenne régulièrement répartie au cours de l'année et un hiver froid (3 °C).
Pour la période 1971-2000, la température annuelle moyenne est de 10,4 °C, avec une amplitude thermique annuelle de 15 °C. Le cumul annuel moyen de précipitations est de 748 mm, avec 11,5 jours de précipitations en janvier et 8,5 jours en juillet. Pour la période 1991-2020, la température moyenne annuelle observée sur la station météorologique la plus proche, située sur la commune de Blesmes à 17 km à vol d'oiseau, est de 10,6 °C et le cumul annuel moyen de précipitations est de 713,0 mm,. Pour l'avenir, les paramètres climatiques de la commune estimés pour 2050 selon différents scénarios d'émission de gaz à effet de serre sont consultables sur un site dédié publié par Météo-France en novembre 2022.

## Urbanisme

### Typologie
Au 1er janvier 2024, Latilly est catégorisée commune rurale à habitat dispersé, selon la nouvelle grille communale de densité à 7 niveaux définie par l'Insee en 2022.
Elle est située hors unité urbaine. Par ailleurs la commune fait partie de l'aire d'attraction de Château-Thierry, dont elle est une commune de la couronne,. Cette aire, qui regroupe 52 communes, est catégorisée dans les aires de moins de 50 000 habitants,.

### Occupation des sols
L'occupation des sols de la commune, telle qu'elle ressort de la base de données européenne d'occupation biophysique des sols Corine Land Cover (CLC), est marquée par l'importance des territoires agricoles (86 % en 2018), une proportion sensiblement équivalente à celle de 1990 (85,9 %). La répartition détaillée en 2018 est la suivante : 
terres arables (81,6 %), forêts (8,1 %), zones agricoles hétérogènes (4,3 %), eaux continentales (3,2 %), zones urbanisées (2,7 %).
L'évolution de l'occupation des sols de la commune et de ses infrastructures peut être observée sur les différentes représentations cartographiques du territoire : la carte de Cassini (XVIIIe siècle), la carte d'état-major (1820-1866) et les cartes ou photos aériennes de l'IGN pour la période actuelle (1950 à aujourd'hui).

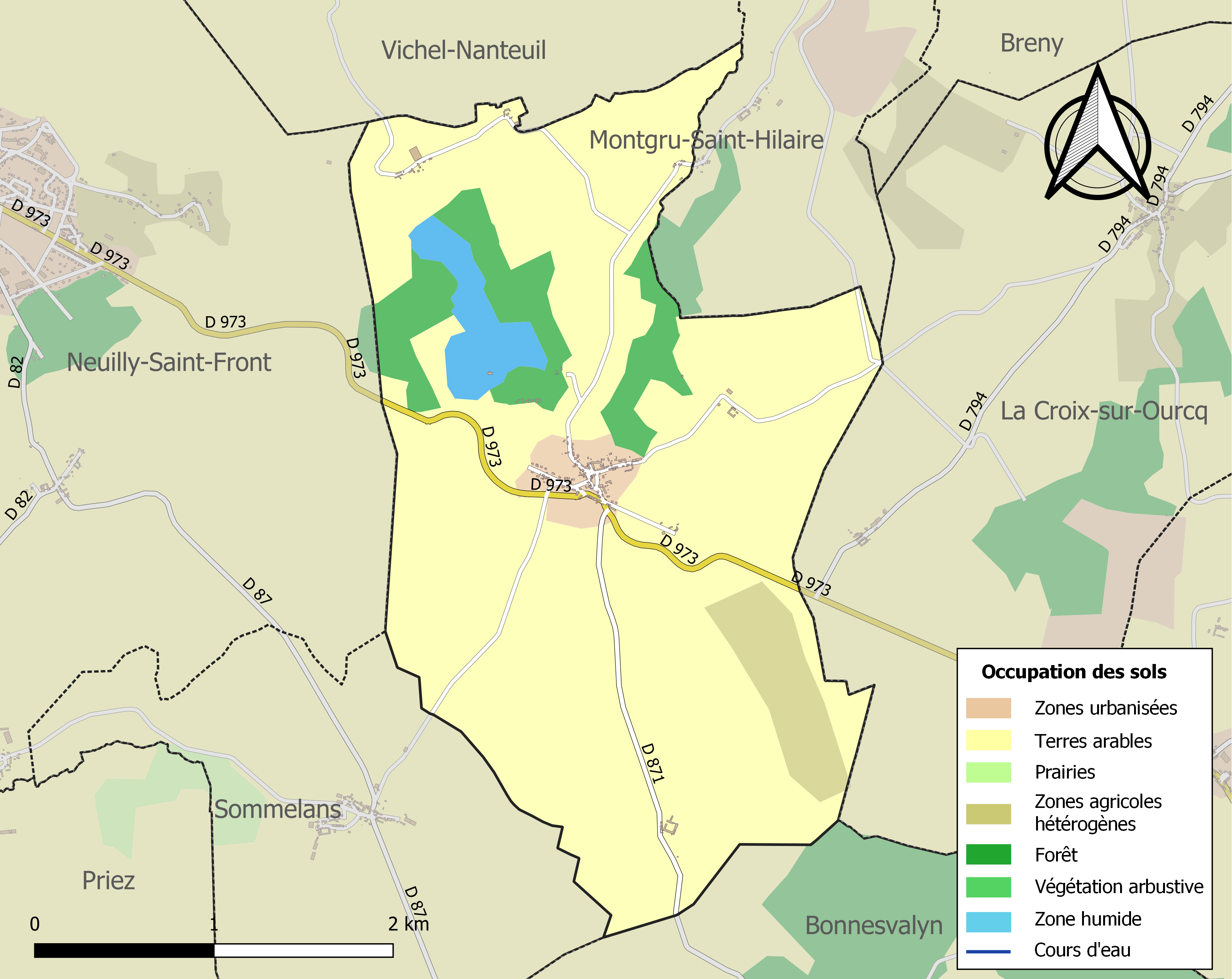
Carte de l'occupation des sols de la commune en 2018 (CLC).

## Toponymie
Le nom de la localité est attesté sous les formes Lastiliacus (1110) ; Lastilli (1139) ; Lastilly (1217) ; Lately (1383) ; Latylly (1405) ; Lattilly (1464) ; Lattily (1710).

## Politique et administration

### Découpage territorial
La commune de Latilly est membre de la communauté d'agglomération de la Région de Château-Thierry, un établissement public de coopération intercommunale (EPCI) à fiscalité propre créé le 1er janvier 2017 dont le siège est à Étampes-sur-Marne. Ce dernier est par ailleurs membre d'autres groupements intercommunaux.
Sur le plan administratif, elle est rattachée à l'arrondissement de Château-Thierry, au département de l'Aisne et à la région Hauts-de-France. Sur le plan électoral, elle dépend du  canton de Villers-Cotterêts pour l'élection des conseillers départementaux, depuis le redécoupage cantonal de 2014 entré en vigueur en 2015, et de la cinquième circonscription de l'Aisne  pour les élections législatives, depuis le dernier découpage électoral de 2010.

### Administration municipale

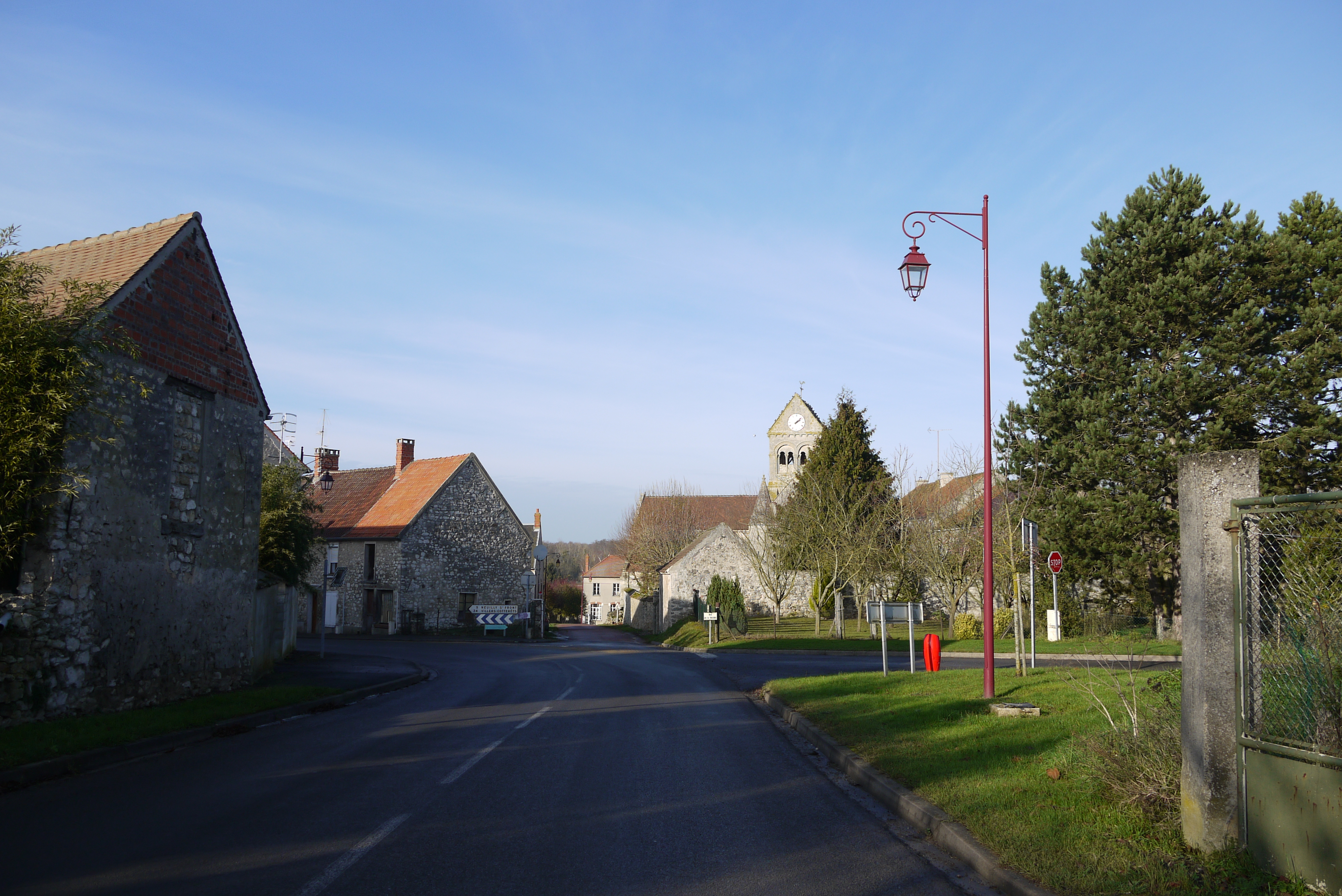
Latilly.

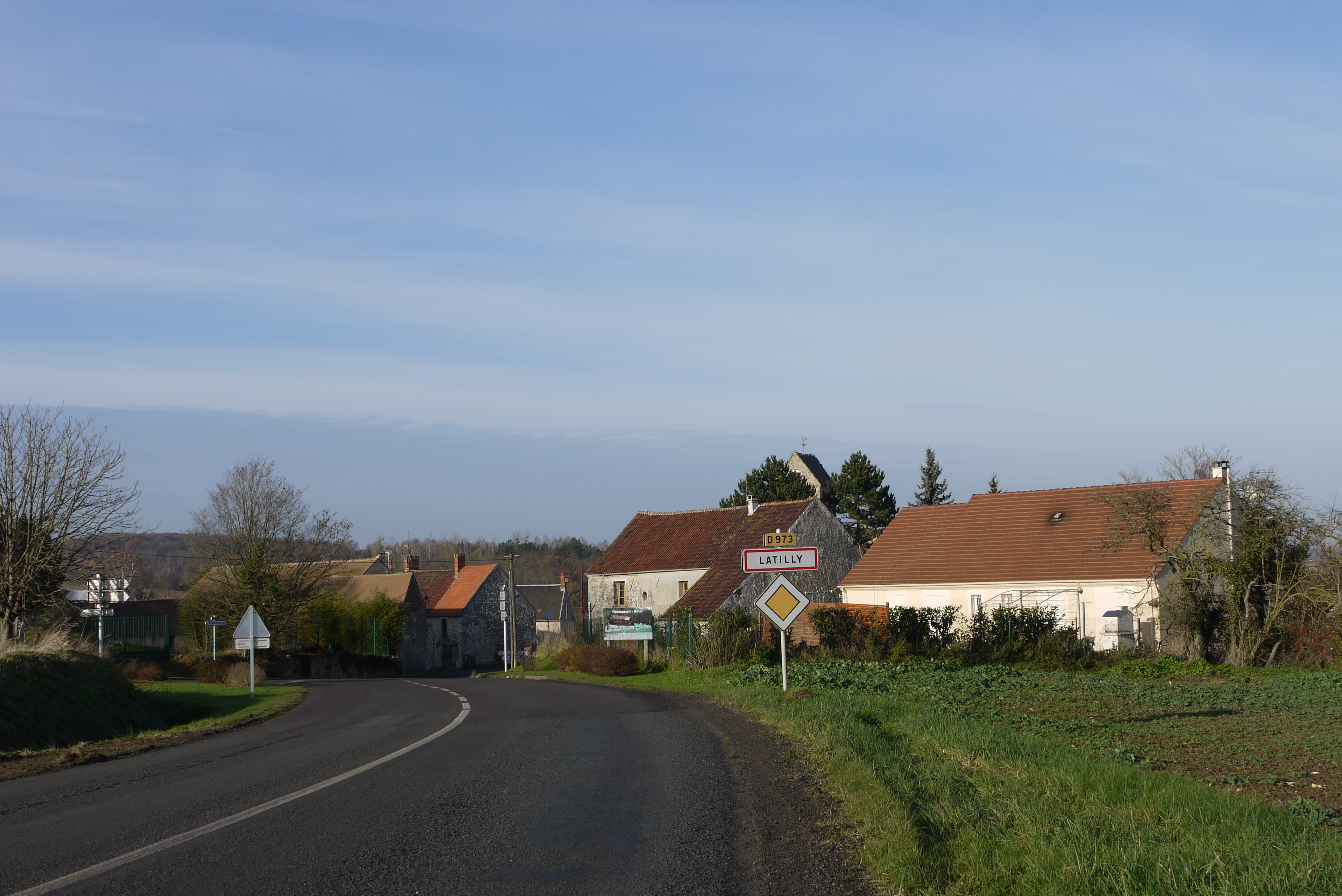
L'entrée de Latilly par la D 973.

| Période                                  | Période                       | Identité           | Étiquette | Qualité                                                   |
| ---------------------------------------- | ----------------------------- | ------------------ | --------- | --------------------------------------------------------- |
| Les données manquantes sont à compléter. |                               |                    |           |                                                           |
| 1977                                     | mars 2001                     | Etienne Grosmangin |           |                                                           |
| mars 2001                                | En cours (au 12 juillet 2020) | Georges Fraeyman   | DVD       | Retraité de l'agriculture Réélu pour le mandat 2020-2026, |

## Démographie
À partir du XXIe siècle, les recensements réels des communes de moins de 10 000 habitants ont lieu tous les cinq ans. Pour Latilly, cela correspond à 2005, 2010, etc. Les autres dates de « recensements » (2008, etc.) sont des estimations.
L'évolution du nombre d'habitants est connue à travers les recensements de la population effectués dans la commune depuis 1793. Pour les communes de moins de 10 000 habitants, une enquête de recensement portant sur toute la population est réalisée tous les cinq ans, les populations de référence des années intermédiaires étant quant à elles estimées par interpolation ou extrapolation. Pour la commune, le premier recensement exhaustif entrant dans le cadre du nouveau dispositif a été réalisé en 2005.

En 2022, la commune comptait 199 habitants, en évolution de −5,69 % par rapport à 2016 (Aisne : −1,97 %, France hors Mayotte : +2,11 %).
| 1793 | 1800 | 1806 | 1821 | 1831 | 1836 | 1841 | 1846 | 1851 |
| ---- | ---- | ---- | ---- | ---- | ---- | ---- | ---- | ---- |
| 220  | 257  | 237  | 244  | 260  | 307  | 340  | 380  | 352  |

| 1856 | 1861 | 1866 | 1872 | 1876 | 1881 | 1886 | 1891 | 1896 |
| ---- | ---- | ---- | ---- | ---- | ---- | ---- | ---- | ---- |
| 337  | 296  | 284  | 267  | 282  | 258  | 273  | 278  | 252  |

| 1901 | 1906 | 1911 | 1921 | 1926 | 1931 | 1936 | 1946 | 1954 |
| ---- | ---- | ---- | ---- | ---- | ---- | ---- | ---- | ---- |
| 245  | 261  | 243  | 189  | 208  | 196  | 213  | 217  | 200  |

| 1962 | 1968 | 1975 | 1982 | 1990 | 1999 | 2005 | 2006 | 2010 |
| ---- | ---- | ---- | ---- | ---- | ---- | ---- | ---- | ---- |
| 181  | 186  | 145  | 135  | 179  | 179  | 211  | 218  | 213  |

| 2015 | 2020 | 2022 | - | - | - | - | - | - |
| ---- | ---- | ---- | - | - | - | - | - | - |
| 214  | 200  | 199  | - | - | - | - | - | - |

## Lieux et monuments

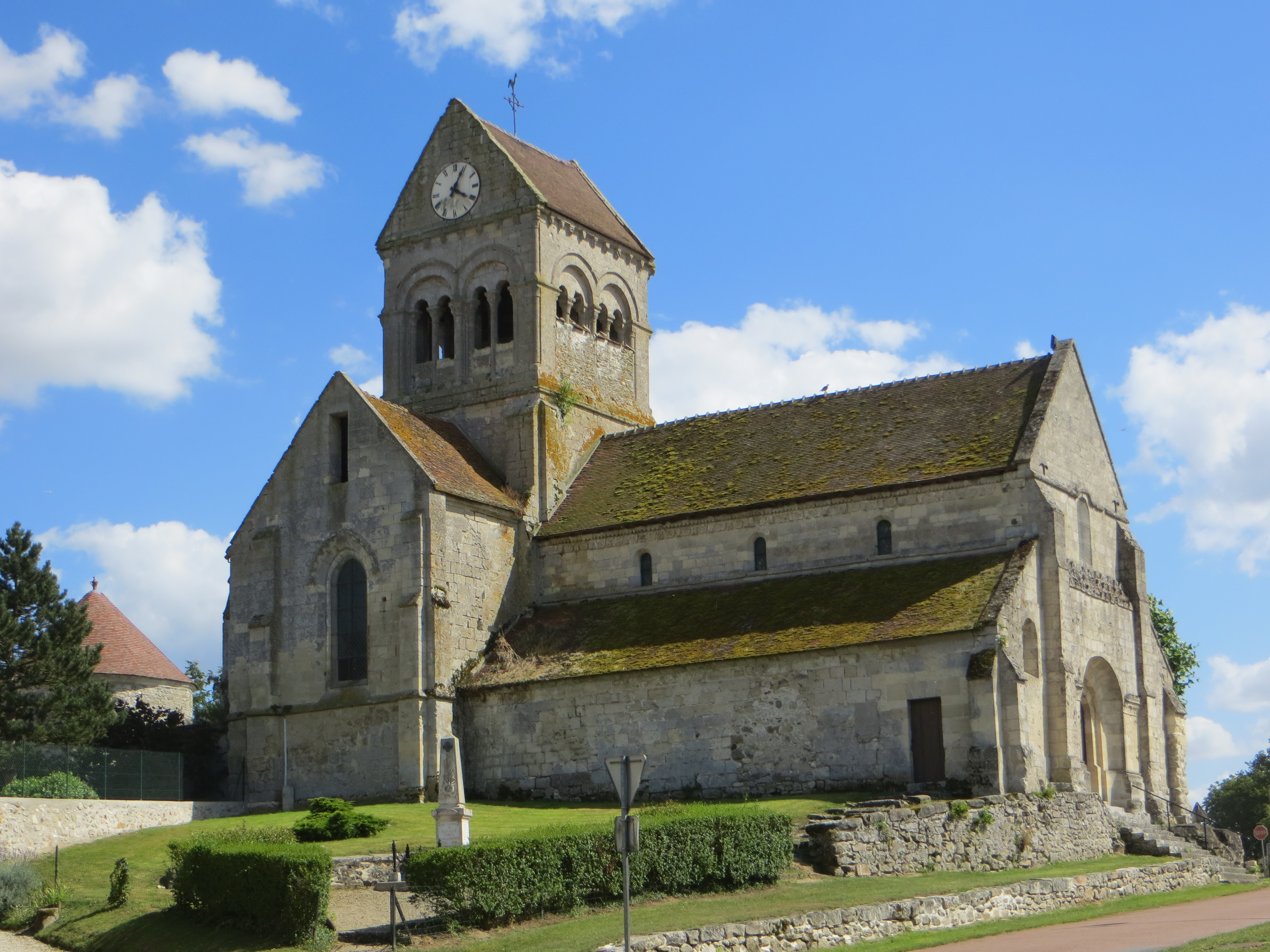
L'église.

- Église Saint-Laurent.

## Personnalités liées à la commune
- Pierre de Latilly, évêque de Châlons et chancelier de France, est né à Latilly. Ce village est sa patrie, il fut aumônier de Charles-le-Bel, chancelier et garde-des-sceaux, évêque-comte de Châlons-en-Champagne, pair de France, mort en 1328.